# Parapygoplus variatus
Genre
Espèce
Synonymes
- Pygoplus variatus Thorell, 1889

Parapygoplus variatus, unique représentant du genre Parapygoplus, est une espèce d'opilions laniatores de la famille des Assamiidae.

## Distribution
Cette espèce est endémique de la région de Tanintharyi en Birmanie. Elle se rencontre vers Thagata-Juva.

## Description
Le mâle syntype mesure 2,5 mm.

## Systématique et taxinomie
Cette espèce a été décrite sous le protonyme Pygoplus variatus par Thorell en 1889. Elle est placée dans le genre Parapygoplus par Roewer en 1912.

## Publications originales
- Thorell, 1889 : « Aracnidi Artrogastri Birmani raccolti da L. Fea nel 1885-1887. » Annali del Museo Civico di Storia Naturale di Genova, sér. 2, vol. 7, p. 521-729 (texte intégral).
- Roewer, 1912 : « Die Familien der Assamiiden und Phalangodiden der Opiliones-Laniatores. (= Assamiden, Dampetriden, Phalangodiden, Epedaniden, Biantiden, Zalmoxiden, Samoiden, Palpipediden anderer Autoren). » Archiv für Naturgeschichte, sér. A, vol. 78, no 3, p. 1–242 (texte intégral).